# Ceroctis bunkeyana
Ceroctis bunkeyana es una especie de coleóptero de la familia Meloidae.

## Distribución geográfica
Habita en el Congo.